# Стогов Володимир Степанович
Стогов Володимир Степанович (5 листопада 1930 — 17 травня 2005) — радянський важкоатлет.
Срібний призер Олімпійських Ігор 1956 року в категорії до 56 кг.
Чемпіон світу 1955 (до 56 кг), 1957 (до 56 кг), 1958 (до 56 кг), 1959 (до 56 кг), 1961 до 56 кг років, бронзовий призер 1962 року в категорії до 56 кг.
Чемпіон Європи 1956 (до 56 кг), 1960 до 56 кг років.